# Gällsjön (Borgsjö socken, Medelpad)
Gällsjön är en sjö i Ånge kommun i Medelpad och ingår i Ljungans huvudavrinningsområde. Sjön har en area på 0,0782 kvadratkilometer och ligger 418,1 meter över havet. Sjön avvattnas av vattendraget Gulån.

## Delavrinningsområde
Gällsjön ingår i det delavrinningsområde (692917-149850) som SMHI kallar för Ovan Håbäcken. Medelhöjden är 411 meter över havet och ytan är 17,26 kvadratkilometer. Det finns inga avrinningsområden uppströms utan avrinningsområdet är högsta punkten. Gulån som avvattnar avrinningsområdet har biflödesordning 2, vilket innebär att vattnet flödar genom totalt 2 vattendrag innan det når havet efter 112 kilometer. Avrinningsområdet består mestadels av skog (91 procent). Avrinningsområdet har 0,21 kvadratkilometer vattenytor vilket ger det en sjöprocent på 1,2 procent.